# Paramorphochelus martinius
Paramorphochelus martinius är en skalbaggsart som beskrevs av Leon Fairmaire 1898. Paramorphochelus martinius ingår i släktet Paramorphochelus och familjen Melolonthidae. Inga underarter finns listade i Catalogue of Life.